# Police frontière
Pour plus de détails, voir Fiche technique et Distribution.
Police frontière (The Border) est un film américain de Tony Richardson sorti en 1982.

## Synopsis
Charlie, policier de Los Angeles est muté à la frontière mexicaine du côté d'El Paso afin de surveiller l'immigration clandestine très importante et la corruption de la police locale. Très soucieux de son travail, il fait une entorse au règlement pour aider une jeune Mexicaine dont le bébé a été enlevé pour être vendu à un couple stérile.

## Fiche technique
- Titre : Police frontière
- Titre original : The Border
- Scénario : David Freeman, Walon Green et Deric Washburn
- Musique : Ry Cooder et Domingo Samudio
- Sociétés de production : Universal Pictures, RKO Pictures
- Société de distribution : Universal Pictures
- Pays de production :  États-Unis
- Genre : policier
- Durée : 108 minutes
- Dates de sortie : 
  - États-Unis : 30 janvier 1982
  - France : 5 mai 1982
- Affiche : Georges Kerfyser (France)

## Distribution
- Jack Nicholson  (VF : Jean-Pierre Moulin)  : Charlie Smith
- Harvey Keitel : Cat
- Valerie Perrine (VF : Annie Sinigalia) : Marcy
- Warren Oates  (VF : André Valmy)  : Red
- Elpidia Carrillo : Maria
- Shannon Wilcox (VF : Evelyn Séléna) : Savannah
- Manuel Viescas  (VF : Jackie Berger)  : Juan
- Jeff Morris  (VF : Henry Djanik)  : J.J.
- Mike Gomez  (VF : Serge Lhorca)  : Manuel
- Dirk Blocker  (VF : Yves Barsacq)  : Beef
- Lonny Chapman  (VF : Georges Atlas)  : Andy
- Stacey Pickren : Hooker
- Floyd Levine : Lou
- James Jeter : Frank
- Alan Fudge  (VF : Georges Berthomieu)  : Hawker
- William Russ : Jimbo
- Gary Grubbs : Honk